# Formule 1 in 1966
Het Formule 1-seizoen 1966 was het 17de FIA Formula One World Championship seizoen. Het begon op 22 mei en eindigde op 23 oktober na negen races.
Jack Brabham werd voor de derde keer wereldkampioen, voor het eerst in zijn eigen wagen.
In het seizoen 1966 werden voor het eerst de 3-liter motoren geïntroduceerd. Enkel Ferrari en Brabham waren terdege voorbereid en hadden een 3-liter motor bij de eerste race. Later in het seizoen introduceerde ook BRM een nieuwe H16 3-liter motor maar deze flopte.
De film Grand Prix werd dit seizoen opgenomen.

## Kalender
| GP nr. | Ronde | Grand Prix                 | Circuit                      | Plaats                  | Datum       |
| ------ | ----- | -------------------------- | ---------------------------- | ----------------------- | ----------- |
| 142    | 1     | GP van Monaco              | Circuit de Monaco            | Monte Carlo             | 22 mei      |
| 143    | 2     | GP van België              | Circuit de Spa-Francorchamps | Stavelot                | 12 juni     |
| 144    | 3     | GP van Frankrijk           | Circuit de Reims-Gueux       | Reims                   | 3 juli      |
| 145    | 4     | GP van Groot-Brittannië    | Brands Hatch                 | West Kingsdown          | 16 juli     |
| 146    | 5     | GP van Nederland           | Circuit Park Zandvoort       | Zandvoort               | 24 juli     |
| 147    | 6     | GP van Duitsland           | Nürburgring Nordschleife     | Nürburg                 | 7 augustus  |
| 148    | 7     | GP van Italië              | Autodromo Nazionale Monza    | Monza                   | 4 september |
| 149    | 8     | GP van de Verenigde Staten | Watkins Glen International   | Watkins Glen (New York) | 2 oktober   |
| 150    | 9     | GP van Mexico              | Magdalena Mixhuca Circuit    | Mexico-Stad             | 23 oktober  |

## Resultaten en klassement

### Grands Prix
| Ronde | Grand Prix                 | Poleposition    | Snelste ronde       | Winnende coureur    | Winnende constructeur | Banden | Verslag |
| ----- | -------------------------- | --------------- | ------------------- | ------------------- | --------------------- | ------ | ------- |
| 1     | GP van Monaco              | Jim Clark       | Lorenzo Bandini     | Jackie Stewart      | BRM                   | D      | Verslag |
| 2     | GP van België              | John Surtees    | John Surtees        | John Surtees        | Ferrari               | D      | Verslag |
| 3     | GP van Frankrijk           | Lorenzo Bandini | Lorenzo Bandini     | Jack Brabham        | Brabham-Repco         | G      | Verslag |
| 4     | GP van Groot-Brittannië    | Jack Brabham    | Jack Brabham        | Jack Brabham        | Brabham-Repco         | G      | Verslag |
| 5     | GP van Nederland           | Jack Brabham    | Denny Hulme         | Jack Brabham        | Brabham-Repco         | G      | Verslag |
| 6     | GP van Duitsland           | Jim Clark       | John Surtees        | Jack Brabham        | Brabham-Repco         | G      | Verslag |
| 7     | GP van Italië              | Mike Parkes     | Ludovico Scarfiotti | Ludovico Scarfiotti | Ferrari               | F      | Verslag |
| 8     | GP van de Verenigde Staten | Jack Brabham    | John Surtees        | Jim Clark           | Lotus-BRM             | F      | Verslag |
| 9     | GP van Mexico              | John Surtees    | Richie Ginther      | John Surtees        | Cooper-Maserati       | D      | Verslag |

### Puntentelling
Punten worden toegekend aan de top zes geklasseerde coureurs. 
| Positie | 01e0 | 02e0 | 03e0 | 04e0 | 05e0 | 06e0 |
| Punten  | 9    | 6    | 4    | 3    | 2    | 1    |

### Klassement bij de coureurs
De vijf beste resultaten telden mee voor de eindstand, resultaten die tussen haakjes staan telden daarom niet mee voor het kampioenschap. Bij "Punten" staan de getelde kampioenschapspunten gevolgd door de totaal behaalde punten tussen haakjes.
| Pos.                                                                                       | Coureur              | MON  | BEL | FRA  | GBR | NED  | DUI  | ITA | VST  | MEX | Punten  |
| ------------------------------------------------------------------------------------------ | -------------------- | ---- | --- | ---- | --- | ---- | ---- | --- | ---- | --- | ------- |
| 1                                                                                          | Jack Brabham         | DNF  | (4) | 1    | 1PS | 1P   | 1    | DNF | DNFP | 2   | 42 (45) |
| 2                                                                                          | John Surtees         | DNF  | 1PS | DNF  | DNF | DNF  | 2S   | DNF | 3S   | 1P  | 28      |
| 3                                                                                          | Jochen Rindt         | DNF  | 2   | 4    | (5) | DNF  | 3    | 4   | 2    | DNF | 22 (24) |
| 4                                                                                          | Denny Hulme          | DNF  | DNF | 3    | 2   | DNFS | DNF  | 3   | DNF  | 3   | 18      |
| 5                                                                                          | Graham Hill          | 3    | DNF | DNF  | 3   | 2    | 4    | DNF | DNF  | DNF | 17      |
| 6                                                                                          | Jim Clark            | DNFP | DNF | DNS  | 4   | 3    | DNFP | DNF | 1    | DNF | 16      |
| 7                                                                                          | Jackie Stewart       | 1    | DNF |      | DNF | 4    | 5    | DNF | DNF  | DNF | 14      |
| 8                                                                                          | Mike Parkes          |      |     | 2    |     | DNF  | DNF  | 2P  |      |     | 12      |
| 9                                                                                          | Lorenzo Bandini      | 2S   | 3   | NCPS |     | 6    | 6    | DNF | DNF  |     | 12      |
| 10                                                                                         | Ludovico Scarfiotti  |      |     |      |     |      | DNF  | 1S  |      |     | 9       |
| 11                                                                                         | Richie Ginther       | DNF  | 5   |      |     |      |      | DNF | DNF  | 4S  | 5       |
| 12                                                                                         | Dan Gurney           |      | NC  | 5    | DNF | DNF  | 7    | DNF | DNF  | 5   | 4       |
| 13                                                                                         | Mike Spence          | DNF  | DNF | DNF  | DNF | 5    | DNF  | 5   | DNF  | DNS | 4       |
| 14                                                                                         | Bob Bondurant        | 4    | DNF |      | 9   |      | DNF  | 7   | DSQ  | DNF | 3       |
| 15                                                                                         | Jo Siffert           | DNF  | DNF | DNF  | NC  | DNF  |      | DNF | 4    | DNF | 3       |
| 16                                                                                         | Bruce McLaren        | DNF  | DNS |      | 6   | DNS  |      |     | 5    | DNF | 3       |
| 17                                                                                         | Peter Arundell       |      | DNS | DNF  | DNF | DNF  | 8    | 8   | 6    | 7   | 1       |
| 18                                                                                         | Jo Bonnier           | NC   | DNF | NC   | DNF | 7    | DNF  | DNF | NC   | 6   | 1       |
| 19                                                                                         | Bob Anderson         | DNF  |     | 7    | NC  | DNF  | DNF  | 6   |      |     | 1       |
| 20                                                                                         | John Taylor          |      |     | 6    | 8   | 8    | DNF  |     |      |     | 1       |
| 21                                                                                         | Chris Irwin          |      |     |      | 7   |      |      |     |      |     | 0       |
| 22                                                                                         | Ronnie Bucknum       |      |     |      |     |      |      |     | DNF  | 8   | 0       |
| 23                                                                                         | Chris Amon           |      |     | 8    |     |      |      | DNQ |      |     | 0       |
| 24                                                                                         | Guy Ligier           | NC   | NC  | NC   | 10  | 9    | DNS  |     |      |     | 0       |
| 25                                                                                         | Giacomo Russo        |      |     |      |     |      |      | 9   |      |     | 0       |
| 26                                                                                         | Chris Lawrence       |      |     |      | 11  |      | DNF  |     |      |     | 0       |
| —                                                                                          | Giancarlo Baghetti   |      |     |      |     |      |      | NC  |      |     | 0       |
| —                                                                                          | Pedro Rodriguez      |      |     | DNF  |     |      | DNF1 |     | DNF  | DNF | 0       |
| —                                                                                          | Innes Ireland        |      |     |      |     |      |      |     | DNF  | DNF | 0       |
| —                                                                                          | Trevor Taylor        |      |     |      | DNF |      |      |     |      |     | 0       |
| —                                                                                          | Moisés Solana        |      |     |      |     |      |      |     |      | DNF | 0       |
| —                                                                                          | Phil Hill            | DNS  | DNF |      |     |      |      | DNQ |      |     | 0       |
| —                                                                                          | Vic Wilson           |      | DNS |      |     |      |      |     |      |     | 0       |
| Coureurs die geen recht op Formula 1-punten hadden omdat ze met Formule 2-wagens deelnamen |                      |      |     |      |     |      |      |     |      |     |         |
| —                                                                                          | Jean-Pierre Beltoise |      |     |      |     |      | 8    |     |      |     |         |
| —                                                                                          | Hubert Hahne         |      |     |      |     |      | 9    |     |      |     |         |
| —                                                                                          | Jo Schlesser         |      |     |      |     |      | 10   |     |      |     |         |
| —                                                                                          | Hans Herrmann        |      |     |      |     |      | 11   |     |      |     |         |
| —                                                                                          | Piers Courage        |      |     |      |     |      | DNF  |     |      |     |         |
| —                                                                                          | Alan Rees            |      |     |      |     |      | DNF  |     |      |     |         |
| —                                                                                          | Kurt Ahrens Jr.      |      |     |      |     |      | DNF  |     |      |     |         |
| —                                                                                          | Jacky Ickx           |      |     |      |     |      | DNF  |     |      |     |         |
| —                                                                                          | Silvio Moser         |      |     |      |     |      | DNS  |     |      |     |         |
| —                                                                                          | Gerhard Mitter       |      |     |      |     |      | DNS  |     |      |     |         |
| Pos.                                                                                       | Coureur              | MON  | BEL | FRA  | GBR | NED  | DUI  | ITA | VST  | MEX | Punten  |

| Resultaat                       |
| ------------------------------- |
| Winnaar                         |
| Tweede plaats                   |
| Derde plaats                    |
| Gefinisht (punten behaald)      |
| Gefinisht (geen punten behaald) |
| Niet geklasseerd (NC)           |
| Uitgevallen (DNF)               |
| Niet gekwalificeerd (DNQ)       |
| Gediskwalificeerd (DSQ)         |
| Niet gestart (DNS)              |
| Gewond (INJ)                    |
| Uitgesloten (EX)                |
| Teruggetrokken (WD)             |
| Niet deelgenomen (blanco cel)   |
| P Pole position                 |
| S Snelste ronde                 |

1 Formule 2-wagen

### Klassement bij de constructeurs
Alleen de beste resultaat per constructeur per race telt mee voor het kampioenschap.
De vijf beste resultaten telden mee voor de eindstand, resultaten die tussen haakjes staan telden daarom niet mee voor het kampioenschap. Bij "Punten" staan de getelde kampioenschapspunten gevolgd door de totaal behaalde punten tussen haakjes.
| Pos. | Constructeur        | MON  | BEL | FRA | GBR | NED | DUI  | ITA | VST  | MEX | Punten  |
| ---- | ------------------- | ---- | --- | --- | --- | --- | ---- | --- | ---- | --- | ------- |
| 1    | Brabham-Repco       | DNF  | (4) | 1   | 1PS | 1PS | 1    | (3) | DNFP | 2   | 42 (49) |
| 2    | Ferrari             | 2S   | 1PS | 2PS |     | 6   | (6)  | 1PS | DNF  |     | 31 (32) |
| 3    | Cooper-Maserati     | NC   | 2   | 4   | (5) | 7   | 2S   | (4) | 2S   | 1P  | 30 (35) |
| 4    | BRM                 | 1    | DNF | DNF | 3   | 2   | 4    | 7   | DNF  | DNF | 22      |
| 5    | Lotus-BRM           | DNF  | DNF | DNF | DNF | 5   | 8    | 5   | 1    | 7   | 13      |
| 6    | Lotus-Climax        | DNFP | DNF | DNF | 4   | 3   | DNFP | 9   | 6    | DNF | 8       |
| 7    | Eagle-Climax        |      | NC  | 5   | DNF | DNF | 7    | DNQ | DSQ  | 5   | 4       |
| 8    | Honda               |      |     |     |     |     |      | DNF | NC   | 4S  | 3       |
| 9    | McLaren-Ford        | DNF  | DNF |     |     |     |      |     | 5    | DNF | 2       |
| 10   | Brabham-Climax      | DNF  | DNF | 7   | 7   | DNF | DNF  | 6   |      |     | 1       |
| 11   | McLaren-Serenissama |      | DNS |     | 6   | DNS |      |     |      |     | 1       |
| 12   | Brabham-BRM         | DNF  |     | 6   | 8   | 8   | DNF  | DNQ |      |     | 1       |
| 13   | Cooper-Ferrari      |      |     |     | 11  |     | DNF  |     |      |     | 0       |
| —    | Eagle-Weslake       |      |     |     |     |     |      | DNF | DNF  | DNF | 0       |
| —    | Shannon-Climax      |      |     |     | DNF |     |      |     |      |     | 0       |
| Pos. | Constructeur        | MON  | BEL | FRA | GBR | NED | DUI  | ITA | VST  | MEX | Punten  |

| Resultaat                       |
| ------------------------------- |
| Winnaar                         |
| Tweede plaats                   |
| Derde plaats                    |
| Gefinisht (punten behaald)      |
| Gefinisht (geen punten behaald) |
| Niet geklasseerd (NC)           |
| Uitgevallen (DNF)               |
| Niet gekwalificeerd (DNQ)       |
| Gediskwalificeerd (DSQ)         |
| Niet gestart (DNS)              |
| Gewond (INJ)                    |
| Uitgesloten (EX)                |
| Teruggetrokken (WD)             |
| Niet deelgenomen (blanco cel)   |
| P Pole position                 |
| S Snelste ronde                 |

1950 · 1951 · 1952 · 1953 · 1954 · 1955 · 1956 · 1957 · 1958 · 1959 · 1960 · 1961 · 1962 · 1963 · 1964 · 1965 · 1966 · 1967 · 1968 · 1969 · 1970 · 1971 · 1972 · 1973 · 1974 · 1975 · 1976 · 1977 · 1978 · 1979 · 1980 · 1981 · 1982 · 1983 · 1984 · 1985 · 1986 · 1987 · 1988 · 1989 · 1990 · 1991 · 1992 · 1993 · 1994 · 1995 · 1996 · 1997 · 1998 · 1999 · 2000 · 2001 · 2002 · 2003 · 2004 · 2005 · 2006 · 2007 · 2008 · 2009 · 2010 · 2011 · 2012 · 2013 · 2014 · 2015 · 2016 · 2017 · 2018 · 2019 · 2020 · 2021 · 2022 · 2023 · 2024 · 2025 · 2026 
 Lijst van Formule 1 Grand Prix-wedstrijden